# Bibio fulvicollis
Bibio fulvicollis is een muggensoort uit de familie van de zwarte vliegen (Bibionidae). De wetenschappelijke naam van de soort is voor het eerst geldig gepubliceerd in 1842 door Gimmerthal.